# العلاقات المارشالية السورينامية
العلاقات المارشالية السورينامية هي العلاقات الثنائية التي تجمع بين جزر مارشال وسورينام.

## مقارنة بين البلدين
هذه مقارنة عامة ومرجعية للدولتين:
| وجه المقارنة                                              | جزر مارشال                     | سورينام                        |
| --------------------------------------------------------- | ------------------------------ | ------------------------------ |
| المساحة (كم2)                                             | 181                            | 163.27 ألف                     |
| عدد السكان (نسمة)                                         | 53.13 ألف                      | 563.40 ألف                     |
| الكثافة السكانية (ن./كم²)                                 | 29.35 ألف                      | 3.45                           |
| العاصمة                                                   | ماجورو                         | باراماريبو                     |
| اللغة الرسمية                                             | لغة إنجليزية، اللغة المارشالية | اللغة الهولندية                |
| العملة                                                    | دولار أمريكي                   | دولار سورينامي، غيلدر سورينامي |
| الناتج المحلي الإجمالي (بليون دولار)                      | 199.40 مليون                   | 3.32 مليار                     |
| الناتج المحلي الإجمالي (تعادل القوة الشرائية) بليون دولار | 207.25 مليون                   | 9.07 مليار                     |
| الناتج المحلي الإجمالي الاسمي للفرد دولار أمريكي          | 3.38 ألف                       | 9.48 ألف                       |
| الناتج المحلي الإجمالي للفرد دولار أمريكي                 | 3.80 ألف                       | 16.64 ألف                      |
| مؤشر التنمية البشرية                                      |                                | 0.714                          |
| رمز المكالمات الدولي                                      | +692                           | +597                           |
| رمز الإنترنت                                              | .mh                            | .sr                            |
| المنطقة الزمنية                                           | ت ع م+12:00                    | 00                             |

## منظمات دولية مشتركة
يشترك البلدان في عضوية مجموعة من المنظمات الدولية، منها:
| علم المنظمة | اسم المنظمة                                 | تاريخ انضمام جزر مارشال | تاريخ انضمام سورينام |
| ----------- | ------------------------------------------- | ----------------------- | -------------------- |
|             | تحالف الدول الجزرية الصغيرة                 | ?                       | ?                    |
|             | البنك الدولي للإنشاء والتعمير               | 21 مايو 1992            | 27 يونيو 1978        |
|             | يونسكو                                      | 30 يونيو 1995           | 16 يوليو 1976        |
|             | الاتحاد الدولي للاتصالات                    | 22 فبراير 1996          | 15 يوليو 1976        |
|             | مؤسسة التمويل الدولية                       | 23 سبتمبر 1992          | 1 سبتمبر 2011        |
|             | منظمة الشرطة الجنائية الدولية               | ?                       | ?                    |
|             | الأمم المتحدة                               | 17 سبتمبر 1991          | 4 ديسمبر 1975        |
|             | مجموعة دول أفريقيا والكاريبي والمحيط الهادئ | ?                       | ?                    |
|             | منظمة حظر الأسلحة الكيميائية                | ?                       | ?                    |

## وصلات خارجية
- موقع وزارة الخارجية السورينامية